# Hatpirosos sznúker

A hatpirosos snooker kezdőállása

A hatpirosos sznúker a snookerjáték egyik fajtája, amely annyiban különbözik a hagyományostól, hogy csak hat darab piros golyó van az asztalon 15 helyett.
Minden más játékszabály megegyezik a hagyományos snookerével, amely azt is jelenti, hogy ebben a formátumban a hibáknak nagyobb súlya van az összpontszámban. A formátumot a kevesebb piros golyókkal a rövidebb frame-ekre tervezték.
A hatpirosos snooker első nemzetközi tornáját 2008 júliusában rendezték, amelyet Ricky Walden nyert meg. Az első világbajnokságot 2009. december 15–18. között játszották Írországban. A döntőben Mark Davis 6–3-ra nyert Mark Williams ellen, ezzel Davis lett a hatpirosos snooker első világbajnoka.
A hatpirosos snookerben egy frame-ben maximum 75 pont érhető el: 6 darab piros 6 darab feketével, amely 48 pont; és 27 pont a színes golyók elrakásával.